# Llista de monuments del districte de Narbona
Llista de monuments del districte de Narbona (Aude) registrats com a monuments històrics, bé catalogats d'interès nacional (classé) o bé inventariats d'interès regional (inscrit).
| Monument                                            | Prot.   | Època            | Localització                                                                  | Coordenades                                          | Codi?      | Imatge |
| --------------------------------------------------- | ------- | ---------------- | ----------------------------------------------------------------------------- | ---------------------------------------------------- | ---------- | --- |
| Antic castell d'Argelièrs                           | Inv.    |                  | Argelièrs                                                                     | 43° 18′ 44″ N, 2° 54′ 39″ E / 43.3121°N,2.9107°E     | PA00102537 | Antic castell d'Argelièrs · Carregueu una nova foto d'aquest monument                                                               |
| Vestigis de l'Església Saint-Pierre                 | Inv.    |                  | Armissan                                                                      | 43° 11′ 33″ N, 3° 04′ 47″ E / 43.192558°N,3.0797°E   | PA00102538 | Vestigis de l'Església Saint-Pierre · Vegeu més fotos d'aquest monument · Carregueu una nova foto d'aquest monument                 |
| Château du Terral                                   | Cat.    | Segles XIX-XX    | Auvelhan 418 route de Capestang                                               | 43° 18′ 00″ N, 2° 59′ 23″ E / 43.3°N,2.98972°E       | PA11000027 | Château du Terral · Vegeu més fotos d'aquest monument · Carregueu una nova foto d'aquest monument                                   |
| Ruïnes de l'antiga granja cistercenca de Fontcalvy  | Cat.    |                  | Auvelhan                                                                      | 43° 16′ 35″ N, 2° 59′ 55″ E / 43.276267°N,2.998556°E | PA00102845 | Ruïnes de l'antiga granja cistercenca de Fontcalvy · Vegeu més fotos d'aquest monument · Carregueu una nova foto d'aquest monument  |
| Església                                            | Inv.    |                  | Auvelhan                                                                      | 43° 17′ 16″ N, 2° 58′ 15″ E / 43.28791°N,2.97096°E   | PA00102844 | Església · Vegeu més fotos d'aquest monument · Carregueu una nova foto d'aquest monument                                            |
| Grutes de Las Fons i du Moulin                      | Cat.    |                  | Bisa Travers de la Verdeyre                                                   | 43° 20′ 11″ N, 2° 52′ 40″ E / 43.3365°N,2.8777°E     | PA00102568 | Grutes de Las Fons i du Moulin · Carregueu una nova foto d'aquest monument                                                          |
| Ruïnes del castell de Saint-Martin de Toques        | Inv.    |                  | Bisanet                                                                       | 43° 07′ 44″ N, 2° 52′ 09″ E / 43.1289°N,2.8691°E     | PA00102567 | Ruïnes del castell de Saint-Martin de Toques · Vegeu més fotos d'aquest monument · Carregueu una nova foto d'aquest monument        |
| Castell de Gaussan                                  | Inv.    |                  | Bisanet                                                                       | 43° 08′ 07″ N, 2° 50′ 32″ E / 43.1352°N,2.8421°E     | PA00102566 | Castell de Gaussan · Vegeu més fotos d'aquest monument · Carregueu una nova foto d'aquest monument                                  |
| Església Saint-Martin de Gasparets                  | Inv.    |                  | Botenac                                                                       | 43° 08′ 51″ N, 2° 47′ 30″ E / 43.1476°N,2.7916°E     | PA00102572 | Església Saint-Martin de Gasparets · Modifica el valor a Wikidata · Carregueu una nova foto d'aquest monument                       |
| Molí fortificat                                     | Inv.    | Segle XIII       | Canet                                                                         | 43° 14′ 22″ N, 2° 50′ 44″ E / 43.2395°N,2.8455°E     | PA00102579 | Molí fortificat · Vegeu més fotos d'aquest monument · Carregueu una nova foto d'aquest monument                                     |
| Castell de Caçcastèl                                | Inv.    | Segles XII-XVIII | Caçcastèl de las Corbièras                                                    | 42° 59′ 10″ N, 2° 45′ 32″ E / 42.98603°N,2.7589°E    | PA00102623 | Castell de Caçcastèl · Vegeu més fotos d'aquest monument · Carregueu una nova foto d'aquest monument                                |
| Església parroquial Notre-Dame                      | Inv.    |                  | Corsan                                                                        | 43° 14′ 06″ N, 3° 03′ 28″ E / 43.235108°N,3.057653°E | PA00102665 | Església parroquial Notre-Dame · Vegeu més fotos d'aquest monument · Carregueu una nova foto d'aquest monument                      |
| Ruïnes del castell de Querbús                       | Cat.    | Segle XIII       | Cucunhan                                                                      | 42° 50′ 13″ N, 2° 37′ 17″ E / 42.836954°N,2.621436°E | PA00102667 | Ruïnes del castell de Querbús · Vegeu més fotos d'aquest monument · Carregueu una nova foto d'aquest monument                       |
| Església Saint-Martin                               | Cat.    |                  | Cucçac d'Aude                                                                 | 43° 14′ 37″ N, 2° 59′ 55″ E / 43.2436°N,2.9987°E     | PA00102668 | Església Saint-Martin · Vegeu més fotos d'aquest monument · Carregueu una nova foto d'aquest monument                               |
| Ruïnes del castell de Perapertusa                   | Cat.    |                  | Dulhac jos Pèirapertusa                                                       | 42° 52′ 15″ N, 2° 33′ 16″ E / 42.870956°N,2.554522°E | PA00102673 | Ruïnes del castell de Perapertusa · Vegeu més fotos d'aquest monument · Carregueu una nova foto d'aquest monument                   |
| Château de Durban                                   | Inv.    |                  | Durban de las Corbièras                                                       | 42° 59′ 40″ N, 2° 48′ 56″ E / 42.99442°N,2.8156°E    | PA00102674 | Château de Durban · Vegeu més fotos d'aquest monument · Carregueu una nova foto d'aquest monument                                   |
| Església Saint-Félix-de-Castelmaure                 | Inv.    |                  | Embres e Castelmaur                                                           | 42° 56′ 15″ N, 2° 49′ 56″ E / 42.93741°N,2.83223°E   | PA00102675 | Església Saint-Félix-de-Castelmaure · Vegeu més fotos d'aquest monument · Carregueu una nova foto d'aquest monument                 |
| Torre romànica                                      | Inv.    | Segle XI         | Escalas                                                                       | 43° 13′ 09″ N, 2° 42′ 13″ E / 43.21907°N,2.70364°E   | PA00102677 | Torre romànica · Vegeu més fotos d'aquest monument · Carregueu una nova foto d'aquest monument                                      |
| Església                                            | Cat.    |                  | Escalas                                                                       | 43° 13′ 27″ N, 2° 41′ 47″ E / 43.224098°N,2.696489°E | PA00102676 | Església · Vegeu més fotos d'aquest monument · Carregueu una nova foto d'aquest monument                                            |
| Torre                                               | Inv.    |                  | Fabresan                                                                      | 43° 08′ 08″ N, 2° 41′ 54″ E / 43.13544°N,2.69834°E   | PA00102683 | Torre · Vegeu més fotos d'aquest monument · Carregueu una nova foto d'aquest monument                                               |
| Església de Villerouge-la-Crémade                   | Cat.    |                  | Fabresan                                                                      | 43° 06′ 46″ N, 2° 44′ 30″ E / 43.11274°N,2.74168°E   | PA00102682 | Església de Villerouge-la-Crémade · Vegeu més fotos d'aquest monument · Carregueu una nova foto d'aquest monument                   |
| Ruïnes del castell                                  | Inv.    | Segle XII        | Fitor                                                                         | 42° 53′ 43″ N, 2° 58′ 23″ E / 42.895253°N,2.973086°E | PA00102688 | Ruïnes del castell · Vegeu més fotos d'aquest monument · Carregueu una nova foto d'aquest monument                                  |
| Vestigis de l'antiga capella Saint-Aubin            | Cat.    |                  | Fitor le Pla                                                                  | 42° 53′ 43″ N, 2° 56′ 50″ E / 42.89517°N,2.94709°E   | PA00102687 | Vestigis de l'antiga capella Saint-Aubin · Vegeu més fotos d'aquest monument · Carregueu una nova foto d'aquest monument            |
| Vil·la gal·loromana Fount de Rome                   | Cat.    |                  | Fluris Boède                                                                  | 43° 11′ 58″ N, 3° 11′ 14″ E / 43.1994°N,3.1873°E     | PA00102691 | Vil·la gal·loromana Fount de Rome · Vegeu més fotos d'aquest monument · Carregueu una nova foto d'aquest monument                   |
| Torre de Balayard                                   | Inv.    |                  | Fluris                                                                        | 43° 13′ 46″ N, 3° 08′ 07″ E / 43.2295°N,3.1354°E     | PA00102690 | Torre de Balayard · Vegeu més fotos d'aquest monument · Carregueu una nova foto d'aquest monument                                   |
| Antiga capella dels Pénitents                       | Inv.    |                  | Fluris                                                                        | 43° 13′ 47″ N, 3° 08′ 03″ E / 43.2296°N,3.1341°E     | PA00102689 | Antiga capella dels Pénitents · Vegeu més fotos d'aquest monument · Carregueu una nova foto d'aquest monument                       |
| Església parroquial i muralles adjacents            | Inv.    |                  | Fontjoncosa                                                                   | 43° 02′ 48″ N, 2° 47′ 16″ E / 43.0468°N,2.7877°E     | PA00102695 | Església parroquial i muralles adjacents · Vegeu més fotos d'aquest monument · Carregueu una nova foto d'aquest monument            |
| Canal del Migdia: veïnat de Le Somail               | Inv.    |                  | Ginestars i Sant Nazari                                                       | 43° 15′ 59″ N, 2° 54′ 14″ E / 43.266261°N,2.904003°E | PA11000015 | Canal del Migdia: veïnat de Le Somail · Vegeu més fotos d'aquest monument · Carregueu una nova foto d'aquest monument               |
| Antiga església Notre-Dame-des-Vals                 | Inv.    |                  | Ginestars                                                                     | 43° 16′ 03″ N, 2° 52′ 17″ E / 43.2674°N,2.8715°E     | PA00102697 | Antiga església Notre-Dame-des-Vals · Vegeu més fotos d'aquest monument · Carregueu una nova foto d'aquest monument                 |
| Gruta d'habitació i abric sota roche de la Crouzade | Cat.    |                  | Grussan                                                                       | 43° 07′ 51″ N, 3° 05′ 26″ E / 43.130833°N,3.090556°E | PA00102702 | Gruta d'habitació i abric sota roche de la Crouzade · Vegeu més fotos d'aquest monument · Carregueu una nova foto d'aquest monument |
| Ruïnes del castell-fort                             | Inv.    | Segle XIII       | Grussan                                                                       | 43° 06′ 28″ N, 3° 05′ 04″ E / 43.10778°N,3.08444°E   | PA00102701 | Ruïnes del castell-fort · Vegeu més fotos d'aquest monument · Carregueu una nova foto d'aquest monument                             |
| Creu de cementiri i altar                           | Inv.    |                  | Jonquièras                                                                    | 43° 02′ 23″ N, 2° 43′ 47″ E / 43.0397°N,2.7298°E     | PA00102704 | Carregueu una nova foto d'aquest monument                                                                                           |
| Església Saint-Félix                                | Inv.    |                  | Lesinhan de las Corbièras                                                     | 43° 12′ 07″ N, 2° 45′ 29″ E / 43.20202°N,2.75802°E   | PA00102743 | Església Saint-Félix · Vegeu més fotos d'aquest monument · Carregueu una nova foto d'aquest monument                                |
| Fort de Leucate                                     | Inv.    |                  | Leucata                                                                       | 42° 54′ 28″ N, 3° 01′ 32″ E / 42.90765°N,3.02567°E   | PA11000034 | Fort de Leucate · Vegeu més fotos d'aquest monument · Carregueu una nova foto d'aquest monument                                     |
| Gruta des Fées                                      | Cat.    | Gal·loromà       | Leucata                                                                       | 42° 53′ 52″ N, 3° 02′ 07″ E / 42.897714°N,3.0354°E   | PA00102742 | Gruta des Fées · Vegeu més fotos d'aquest monument · Carregueu una nova foto d'aquest monument                                      |
| Antic fanal Redoute de la Franqui                   | Inv.    |                  | Leucata Carpy Est                                                             | 42° 55′ 40″ N, 3° 02′ 39″ E / 42.92778°N,3.04424°E   | PA00102741 | Antic fanal Redoute de la Franqui · Vegeu més fotos d'aquest monument · Carregueu una nova foto d'aquest monument                   |
| Vestigis de l'oppidum de Cayla                      | Cat.    |                  | Malhac                                                                        | 43° 18′ 35″ N, 2° 49′ 21″ E / 43.3098°N,2.8225°E     | PA00102755 | Vestigis de l'oppidum de Cayla · Vegeu més fotos d'aquest monument · Carregueu una nova foto d'aquest monument                      |
| Capella Notre-Dame-de-Colombier                     | Cat.    |                  | Montbrun de las Corbièras                                                     | 43° 11′ 53″ N, 2° 41′ 03″ E / 43.198142°N,2.684139°E | PA00102776 | Capella Notre-Dame-de-Colombier · Vegeu més fotos d'aquest monument · Carregueu una nova foto d'aquest monument                     |
| Restes de la capella Saint-Laurent                  | Inv.    |                  | Mossan                                                                        | 43° 13′ 24″ N, 2° 56′ 27″ E / 43.22323°N,2.940707°E  | PA00102786 | Restes de la capella Saint-Laurent · Vegeu més fotos d'aquest monument · Carregueu una nova foto d'aquest monument                  |
| Casa                                                | Inv.    |                  | Narbona 6 rue Armand-Gautier                                                  | 43° 11′ 06″ N, 3° 00′ 16″ E / 43.185025°N,3.004526°E | PA00102822 | Casa · Vegeu més fotos d'aquest monument · Carregueu una nova foto d'aquest monument                                                |
| Casa                                                | Inv.    | Segle XVII       | Narbona 1 rue Auber                                                           | 43° 11′ 02″ N, 3° 00′ 24″ E / 43.18378°N,3.006743°E  | PA00102814 | Casa · Carregueu una nova foto d'aquest monument                                                                                    |
| Antiga capella dels Pénitents-Blancs                | Cat.    |                  | Narbona rue de Belfort                                                        | 43° 10′ 52″ N, 3° 00′ 14″ E / 43.181081°N,3.00384°E  | PA00102791 | Antiga capella dels Pénitents-Blancs · Vegeu més fotos d'aquest monument · Carregueu una nova foto d'aquest monument                |
| Collège de jeunes filles                            | Inv.    |                  | Narbona 3 rue Bonnel                                                          | 43° 11′ 07″ N, 3° 00′ 20″ E / 43.185285°N,3.005439°E | PA00102795 | Carregueu una nova foto d'aquest monument                                                                                           |
| Casa                                                | Inv.    |                  | Narbona 6 rue Cassaignol                                                      | 43° 10′ 55″ N, 3° 00′ 07″ E / 43.181999°N,3.002068°E | PA00102815 | Casa · Vegeu més fotos d'aquest monument · Carregueu una nova foto d'aquest monument                                                |
| Vestigis arqueològics del Clos de la Lombarde       | Cat.    |                  | Narbona 28 rue de Chanzy                                                      | 43° 11′ 24″ N, 3° 00′ 37″ E / 43.189961°N,3.010149°E | PA11000039 | Vestigis arqueològics del Clos de la Lombarde · Vegeu més fotos d'aquest monument · Carregueu una nova foto d'aquest monument       |
| Vestigis arqueològics d'època gal·loromana          | Inv.    |                  | Narbona rue Chanzy                                                            | 43° 11′ 24″ N, 3° 00′ 37″ E / 43.189911°N,3.010315°E | PA00102842 | Vestigis arqueològics d'època gal·loromana · Vegeu més fotos d'aquest monument · Carregueu una nova foto d'aquest monument          |
| Pous                                                | Inv.    |                  | Narbona 1 quai de la Charité                                                  | 43° 11′ 00″ N, 3° 00′ 12″ E / 43.183322°N,3.003253°E | PA00102839 | Pous · Carregueu una nova foto d'aquest monument                                                                                    |
| Casa                                                | Inv.    |                  | Narbona 7 rue Charras                                                         | 43° 11′ 04″ N, 3° 00′ 24″ E / 43.184534°N,3.006787°E | PA00102816 | Casa · Vegeu més fotos d'aquest monument · Carregueu una nova foto d'aquest monument                                                |
| Casa                                                | Inv.    |                  | Narbona 12 rue de la Comédie                                                  | 43° 10′ 58″ N, 3° 00′ 25″ E / 43.182675°N,3.006866°E | PA00102817 | Casa · Vegeu més fotos d'aquest monument · Carregueu una nova foto d'aquest monument                                                |
| Antic hospital de la Charité                        | Inv.    |                  | Narbona 4b quai Dillon                                                        | 43° 11′ 03″ N, 3° 00′ 04″ E / 43.184283°N,3.001072°E | PA00102809 | Antic hospital de la Charité · Vegeu més fotos d'aquest monument · Carregueu una nova foto d'aquest monument                        |
| Maison de la Mothe                                  | Inv.    |                  | Narbona 63 rue Droite                                                         | 43° 11′ 08″ N, 3° 00′ 19″ E / 43.185595°N,3.005335°E | PA00102818 | Maison de la Mothe · Carregueu una nova foto d'aquest monument                                                                      |
| Maison de l'Aumône                                  | Inv.    |                  | Narbona 67 rue Droite                                                         | 43° 11′ 08″ N, 3° 00′ 19″ E / 43.185676°N,3.005389°E | PA00102819 | Maison de l'Aumône · Carregueu una nova foto d'aquest monument                                                                      |
| Torreta d'angle                                     | Inv.    |                  | Narbona 73 rue Droite                                                         | 43° 11′ 09″ N, 3° 00′ 20″ E / 43.185849°N,3.005549°E | PA00102820 | Torreta d'angle · Carregueu una nova foto d'aquest monument                                                                         |
| Casa romànica                                       | Inv.    | Segles XII-XIV   | Narbona 75 rue Droite                                                         | 43° 11′ 09″ N, 3° 00′ 20″ E / 43.18591°N,3.005636°E  | PA00102821 | Casa romànica · Carregueu una nova foto d'aquest monument                                                                           |
| Maison des Trois Nourrices                          | Cat.    |                  | Narbona rue Edgar-Quinet; cantonada rue des Trois-Nourrices                   | 43° 10′ 53″ N, 3° 00′ 03″ E / 43.18136°N,3.000887°E  | PA00135719 | Maison des Trois Nourrices · Carregueu una nova foto d'aquest monument                                                              |
| Monument commemoratiu d'Ernest Ferroul              | Inv.    |                  | Narbona boulevard Frédéric-Mistral                                            | 43° 11′ 10″ N, 3° 00′ 05″ E / 43.186021°N,3.001362°E | PA11000038 | Carregueu una nova foto d'aquest monument                                                                                           |
| Palais des Sports, des Arts et du Travail           | Inv.    |                  | Narbona boulevard Frédéric-Mistral                                            | 43° 11′ 12″ N, 3° 00′ 07″ E / 43.186574°N,3.002024°E | PA11000023 | Palais des Sports, des Arts et du Travail · Vegeu més fotos d'aquest monument · Carregueu una nova foto d'aquest monument           |
| Antiga església cirtercenca Notre-Dame des Olieux   | Inv.    | Segle XIII       | Narbona route de Gruissan, domaine des Monges                                 | 43° 08′ 57″ N, 3° 03′ 18″ E / 43.1492°N,3.0551°E     | PA00102800 | Antiga església cirtercenca Notre-Dame des Olieux · Vegeu més fotos d'aquest monument · Carregueu una nova foto d'aquest monument   |
| Casa                                                | Inv.    |                  | Narbona 16 rue Hoche                                                          | 43° 10′ 55″ N, 3° 00′ 03″ E / 43.181899°N,3.000863°E | PA00102824 | Casa · Vegeu més fotos d'aquest monument · Carregueu una nova foto d'aquest monument                                                |
| Casa                                                | Inv.    |                  | Narbona 9, 11 rue Hoche                                                       | 43° 10′ 55″ N, 3° 00′ 04″ E / 43.182058°N,3.001122°E | PA00102823 | Casa · Vegeu més fotos d'aquest monument · Carregueu una nova foto d'aquest monument                                                |
| Casa                                                | Inv.    |                  | Narbona 4 place Jules-Nadi                                                    | 43° 10′ 54″ N, 3° 00′ 03″ E / 43.18174°N,3.000859°E  | PA00102825 | Casa · Vegeu més fotos d'aquest monument · Carregueu una nova foto d'aquest monument                                                |
| Antiga església de la Major                         | Inv.    |                  | Narbona 14 impasse Jussieu                                                    | 43° 11′ 01″ N, 3° 00′ 21″ E / 43.183683°N,3.005919°E | PA00102803 | Antiga església de la Major · Vegeu més fotos d'aquest monument · Carregueu una nova foto d'aquest monument                         |
| Edifici                                             | Inv.    |                  | Narbona 9 rue Kléber                                                          | 43° 11′ 01″ N, 3° 00′ 01″ E / 43.183484°N,3.000356°E | PA00102812 | Edifici · Vegeu més fotos d'aquest monument · Carregueu una nova foto d'aquest monument                                             |
| Edifici                                             | Inv.    |                  | Narbona 3 rue Lamourguier                                                     | 43° 10′ 54″ N, 3° 00′ 13″ E / 43.181538°N,3.003649°E | PA00102813 | Edifici · Modifica el valor a Wikidata · Carregueu una nova foto d'aquest monument                                                  |
| Hôtel de la Brigade                                 | Inv.    |                  | Narbona 12 rue Louis-Blanc                                                    | 43° 11′ 04″ N, 3° 00′ 21″ E / 43.184322°N,3.005839°E | PA00102811 | Hôtel de la Brigade · Vegeu més fotos d'aquest monument · Carregueu una nova foto d'aquest monument                                 |
| Casa                                                | Inv.    |                  | Narbona 18 rue Louis-Blanc                                                    | 43° 11′ 06″ N, 3° 00′ 22″ E / 43.184883°N,3.00615°E  | PA00102826 | Casa · Carregueu una nova foto d'aquest monument                                                                                    |
| Antic Hôtel Benavent                                | Inv.    |                  | Narbona 7 rue Louis-Blanc                                                     | 43° 11′ 03″ N, 3° 00′ 20″ E / 43.184061°N,3.00567°E  | PA00102810 | Antic Hôtel Benavent · Vegeu més fotos d'aquest monument · Carregueu una nova foto d'aquest monument                                |
| Casa                                                | Inv.    | Segle XII        | Narbona 8 rue du Luxembourg                                                   | 43° 10′ 54″ N, 3° 00′ 08″ E / 43.181713°N,3.002326°E | PA00102827 | Casa · Vegeu més fotos d'aquest monument · Carregueu una nova foto d'aquest monument                                                |
| Casa                                                | Abrogat |                  | Narbona 12 rue Marceau                                                        | 43° 10′ 57″ N, 3° 00′ 05″ E / 43.182414°N,3.001397°E | PA00102829 | Carregueu una nova foto d'aquest monument                                                                                           |
| Casa romànica                                       | Inv.    |                  | Narbona 20 rue Marceau                                                        | 43° 10′ 57″ N, 3° 00′ 04″ E / 43.182479°N,3.001008°E | PA00102830 | Casa romànica · Vegeu més fotos d'aquest monument · Carregueu una nova foto d'aquest monument                                       |
| Casa                                                | Inv.    |                  | Narbona 7 rue Marceau                                                         | 43° 10′ 56″ N, 3° 00′ 07″ E / 43.182331°N,3.001908°E | PA00102828 | Casa · Vegeu més fotos d'aquest monument · Carregueu una nova foto d'aquest monument                                                |
| Casa                                                | Inv.    |                  | Narbona 16 avenue du Maréchal-Foch                                            | 43° 11′ 12″ N, 3° 00′ 20″ E / 43.186781°N,3.005693°E | PA00102831 | Casa · Vegeu més fotos d'aquest monument · Carregueu una nova foto d'aquest monument                                                |
| Antic convent des Carmélites                        | Inv.    |                  | Narbona rue Michelet                                                          | 43° 11′ 10″ N, 3° 00′ 25″ E / 43.18622°N,3.006858°E  | PA00102796 | Antic convent des Carmélites · Vegeu més fotos d'aquest monument · Carregueu una nova foto d'aquest monument                        |
| Collège Beauséjour                                  | Inv.    |                  | Narbona 15 rue Michelet                                                       | 43° 11′ 09″ N, 3° 00′ 24″ E / 43.185827°N,3.006608°E | PA00102794 | Carregueu una nova foto d'aquest monument                                                                                           |
| Vestigis de les antigues muralles                   | Inv.    |                  | Narbona nord del boulevard Docteur Lacroix, al costat de l'escola Montmorency | 43° 10′ 49″ N, 3° 00′ 06″ E / 43.180253°N,3.001764°E | PA00102841 | Vestigis de les antigues muralles · Vegeu més fotos d'aquest monument · Carregueu una nova foto d'aquest monument                   |
| Casa                                                | Inv.    |                  | Narbona 1bis rue des Orfèvres; rue Berlioz                                    | 43° 10′ 58″ N, 3° 00′ 09″ E / 43.1829°N,3.0026°E     | PA00102832 | Casa · Vegeu més fotos d'aquest monument · Carregueu una nova foto d'aquest monument                                                |
| Casa                                                | Abrogat |                  | Narbona 16 rue Parmentier                                                     | 43° 11′ 00″ N, 3° 00′ 04″ E / 43.18329°N,3.00106°E   | PA00102833 | Carregueu una nova foto d'aquest monument                                                                                           |
| Pous                                                | Inv.    |                  | Narbona 21 rue Rabelais                                                       | 43° 10′ 55″ N, 3° 00′ 02″ E / 43.182014°N,3.000512°E | PA00102840 | Carregueu una nova foto d'aquest monument                                                                                           |
| Antic convent dels Frères du Saint-Esprit           | Inv.    |                  | Narbona 8 rue Rabelais                                                        | 43° 10′ 57″ N, 3° 00′ 03″ E / 43.182629°N,3.000777°E | PA00102797 | Carregueu una nova foto d'aquest monument                                                                                           |
| Casa                                                | Inv.    |                  | Narbona 16 rue Rouget-de-Lisle                                                | 43° 11′ 09″ N, 3° 00′ 18″ E / 43.185902°N,3.004921°E | PA00102835 | Casa · Carregueu una nova foto d'aquest monument                                                                                    |
| Casa                                                | Inv.    |                  | Narbona 17 rue Rouget-de-Lisle                                                | 43° 11′ 11″ N, 3° 00′ 19″ E / 43.186253°N,3.00527°E  | PA00102836 | Casa · Carregueu una nova foto d'aquest monument                                                                                    |
| Antic hôtel de l'Archidiacre                        | Cat.    |                  | Narbona 3 rue Rouget-de-Lisle                                                 | 43° 11′ 07″ N, 3° 00′ 16″ E / 43.185356°N,3.004444°E | PA00102834 | Antic hôtel de l'Archidiacre · Vegeu més fotos d'aquest monument · Carregueu una nova foto d'aquest monument                        |
| Antiga sotsprefectura                               | Inv.    |                  | Narbona 1 place de Verdun                                                     | 43° 11′ 00″ N, 3° 00′ 25″ E / 43.1834°N,3.006829°E   | PA11000024 | Antiga sotsprefectura · Carregueu una nova foto d'aquest monument                                                                   |
| Casa                                                | Inv.    |                  | Narbona 8 rue Viollet-le-Duc                                                  | 43° 11′ 05″ N, 3° 00′ 19″ E / 43.184603°N,3.005324°E | PA00102837 | Casa · Carregueu una nova foto d'aquest monument                                                                                    |
| Oppidum de Montlaurès                               | Cat.    | Edat del Ferro   | Narbona                                                                       | 43° 13′ 09″ N, 2° 59′ 02″ E / 43.219155°N,2.983807°E | PA00102838 | Oppidum de Montlaurès · Vegeu més fotos d'aquest monument · Carregueu una nova foto d'aquest monument                               |
| Hospital                                            | Cat.    | 1618-1620        | Narbona 1 Rue de l'Hôtel Dieu                                                 | 43° 10′ 53″ N, 3° 00′ 00″ E / 43.181376°N,2.999971°E | PA00102808 | Hospital · Vegeu més fotos d'aquest monument · Carregueu una nova foto d'aquest monument                                            |
| Establiment gal·loromà                              | Cat.    |                  | Narbona Port La Nautique                                                      | 43° 08′ 39″ N, 3° 00′ 13″ E / 43.1441°N,3.0036°E     | PA00102807 | Establiment gal·loromà · Modifica el valor a Wikidata · Carregueu una nova foto d'aquest monument                                   |
| Església Saint-Sébastien                            | Cat.    |                  | Narbona                                                                       | 43° 11′ 10″ N, 3° 00′ 25″ E / 43.185978°N,3.00686°E  | PA00102806 | Església Saint-Sébastien · Vegeu més fotos d'aquest monument · Carregueu una nova foto d'aquest monument                            |
| Església Saint-Paul                                 | Cat.    |                  | Narbona                                                                       | 43° 10′ 54″ N, 2° 59′ 58″ E / 43.18165°N,2.999307°E  | PA00102805 | Església Saint-Paul · Vegeu més fotos d'aquest monument · Carregueu una nova foto d'aquest monument                                 |
| Antiga església de Lamourgnié                       | Cat.    |                  | Narbona                                                                       | 43° 10′ 52″ N, 3° 00′ 15″ E / 43.180977°N,3.004135°E | PA00102802 | Antiga església de Lamourgnié · Vegeu més fotos d'aquest monument · Carregueu una nova foto d'aquest monument                       |
| Antiga església des Jacobins                        | Inv.    |                  | Narbona                                                                       | 43° 10′ 54″ N, 3° 00′ 17″ E / 43.181581°N,3.004858°E | PA00102801 | Antiga església des Jacobins · Vegeu més fotos d'aquest monument · Carregueu una nova foto d'aquest monument                        |
| Restes de l'església i convent des Cordeliers       | Inv.    |                  | Narbona                                                                       | 43° 11′ 12″ N, 3° 00′ 27″ E / 43.186683°N,3.007496°E | PA00102799 | Restes de l'església i convent des Cordeliers · Vegeu més fotos d'aquest monument · Carregueu una nova foto d'aquest monument       |
| Edifici romà Horreum                                | Cat.    |                  | Narbona 7 Rue Rouget de Lisle                                                 | 43° 11′ 08″ N, 3° 00′ 17″ E / 43.185634°N,3.004743°E | PA00102798 | Edifici romà Horreum · Vegeu més fotos d'aquest monument · Carregueu una nova foto d'aquest monument                                |
| Cementiri pagà i paleocristià de Saint-Loup         | Cat.    |                  | Narbona                                                                       | 43° 10′ 46″ N, 3° 00′ 57″ E / 43.1795°N,3.0159°E     | PA00102793 | Cementiri pagà i paleocristià de Saint-Loup · Vegeu més fotos d'aquest monument · Carregueu una nova foto d'aquest monument         |
| Capella dels Pénitents-Bleus                        | Inv.    |                  | Narbona                                                                       | 43° 11′ 07″ N, 3° 00′ 11″ E / 43.18534°N,3.003017°E  | PA00102792 | Capella dels Pénitents-Bleus · Vegeu més fotos d'aquest monument · Carregueu una nova foto d'aquest monument                        |
| Església de Sant Just, antiga catedral              | Cat.    |                  | Narbona                                                                       | 43° 11′ 05″ N, 3° 00′ 13″ E / 43.184722°N,3.003611°E | PA00102790 | Església de Sant Just, antiga catedral · Vegeu més fotos d'aquest monument · Carregueu una nova foto d'aquest monument              |
| Antic arquebisbat i voltants                        | Cat.    |                  | Narbona                                                                       | 43° 11′ 02″ N, 3° 00′ 14″ E / 43.183889°N,3.003889°E | PA00102789 | Antic arquebisbat i voltants · Vegeu més fotos d'aquest monument · Carregueu una nova foto d'aquest monument                        |
| Vestigis de l'amfiteatre gal·loromà                 | Inv.    |                  | Narbona la Rouquette                                                          | 43° 08′ 57″ N, 3° 08′ 43″ E / 43.149071°N,3.145219°E | PA00102788 | Vestigis de l'amfiteatre gal·loromà · Vegeu més fotos d'aquest monument · Carregueu una nova foto d'aquest monument                 |
| Abadia de Fontfreda                                 | Cat.    |                  | Narbona                                                                       | 43° 07′ 39″ N, 2° 53′ 54″ E / 43.127373°N,2.898335°E | PA00102787 | Abadia de Fontfreda · Vegeu més fotos d'aquest monument · Carregueu una nova foto d'aquest monument                                 |
| Antiga església del cementiri                       | Inv.    |                  | Omps Avenue de Carcassonne                                                    | 43° 16′ 01″ N, 2° 43′ 05″ E / 43.267°N,2.718°E       | PA00102703 | Antiga església del cementiri · Vegeu més fotos d'aquest monument · Carregueu una nova foto d'aquest monument                       |
| Pont dels États de Languedoc sobre l'Orbieu         | Inv.    | 1746-1752        | Ornasons C.G.C. 24                                                            | 43° 11′ 17″ N, 2° 50′ 01″ E / 43.18815°N,2.83352°E   | PA00102843 | Pont dels États de Languedoc sobre l'Orbieu · Vegeu més fotos d'aquest monument · Carregueu una nova foto d'aquest monument         |
| Porta de la Barbacane                               | Inv.    |                  | La Pauma                                                                      | 42° 58′ 30″ N, 2° 59′ 31″ E / 42.974957°N,2.99188°E  | PA00102849 | Porta de la Barbacane · Vegeu més fotos d'aquest monument · Carregueu una nova foto d'aquest monument                               |
| Església                                            | Cat.    |                  | Peiriac de Mar                                                                | 43° 05′ 12″ N, 2° 57′ 36″ E / 43.08673°N,2.959874°E  | PA00102856 | Església · Vegeu més fotos d'aquest monument · Carregueu una nova foto d'aquest monument                                            |
| Ruïnes de l'antiga església Notre-Dame-des-Gubiels  | Cat.    |                  | Portèl de las Corbièras                                                       | 43° 03′ 07″ N, 2° 54′ 43″ E / 43.0519°N,2.912°E      | PA00102864 | Ruïnes de l'antiga església Notre-Dame-des-Gubiels · Vegeu més fotos d'aquest monument · Carregueu una nova foto d'aquest monument  |
| Església                                            | Cat.    |                  | Posòls de Menerbés                                                            | 43° 17′ 18″ N, 2° 49′ 19″ E / 43.288267°N,2.822038°E | PA00102865 | Església · Vegeu més fotos d'aquest monument · Carregueu una nova foto d'aquest monument                                            |
| Mil·liaris i vestigis d'habitatge                   | Cat.    | Gal·loromà       | Ròcafòrt de las Corbièras la Clotte                                           | 42° 58′ 33″ N, 2° 55′ 24″ E / 42.97576°N,2.92344°E   | PA00102879 | Mil·liaris i vestigis d'habitatge · Vegeu més fotos d'aquest monument · Carregueu una nova foto d'aquest monument                   |
| Castell de Celeyran                                 | Cat.    | Gal·loromà       | Salas d'Aude                                                                  | 43° 13′ 47″ N, 3° 05′ 18″ E / 43.22959°N,3.08822°E   | PA00102899 | Carregueu una nova foto d'aquest monument                                                                                           |
| Castell                                             | Inv.    | 1739             | Salèlas d'Aude                                                                | 43° 15′ 21″ N, 2° 56′ 51″ E / 43.2559°N,2.9475°E     | PA11000028 | Castell · Vegeu més fotos d'aquest monument · Carregueu una nova foto d'aquest monument                                             |
| Canal del Migdia: sobreeixidor de Gailhousty        | Cat.    |                  | Salèlas d'Aude                                                                | 43° 14′ 52″ N, 2° 57′ 21″ E / 43.2477°N,2.9559°E     | PA11000007 | Canal del Migdia: sobreeixidor de Gailhousty · Carregueu una nova foto d'aquest monument                                            |
| Església                                            | Cat.    |                  | Sant Laurenç de la Cabrerissa                                                 | 43° 05′ 04″ N, 2° 41′ 57″ E / 43.08448°N,2.69903°E   | PA00102883 | Església · Vegeu més fotos d'aquest monument · Carregueu una nova foto d'aquest monument                                            |
| Canal du Midi: Pont Neuf                            | Inv.    |                  | Sant Nazari sobre la R.N. 607                                                 | 43° 15′ 46″ N, 2° 54′ 15″ E / 43.2629°N,2.9042°E     | PA11000011 | Canal du Midi: Pont Neuf · Vegeu més fotos d'aquest monument · Carregueu una nova foto d'aquest monument                            |
| Vestigis de l'oppidum de Pech de Maho               | Cat.    |                  | Sijan Pech de Maho                                                            | 43° 02′ 44″ N, 2° 57′ 26″ E / 43.0456°N,2.9572°E     | PA00102905 | Vestigis de l'oppidum de Pech de Maho · Vegeu més fotos d'aquest monument · Carregueu una nova foto d'aquest monument               |
| Església Notre-Dame de Faste                        | Inv.    |                  | Tuissan                                                                       | 42° 55′ 21″ N, 2° 41′ 36″ E / 42.9226°N,2.6934°E     | PA11000032 | Església Notre-Dame de Faste · Vegeu més fotos d'aquest monument · Carregueu una nova foto d'aquest monument                        |
| Hôtel des Postes                                    | Inv.    |                  | Tuissan                                                                       | 42° 53′ 22″ N, 2° 43′ 05″ E / 42.88942°N,2.71806°E   | PA00102936 | Hôtel des Postes · Vegeu més fotos d'aquest monument · Carregueu una nova foto d'aquest monument                                    |
| Ruïnes del castell d'Aguilar                        | Cat.    |                  | Tuissan                                                                       | 42° 53′ 26″ N, 2° 44′ 49″ E / 42.8906°N,2.7469°E     | PA00102913 | Ruïnes del castell d'Aguilar · Vegeu més fotos d'aquest monument · Carregueu una nova foto d'aquest monument                        |
| Canal del Migdia: aqüeducte del Répudre             | Inv.    |                  | Ventenac Riba d'Aude                                                          | 43° 15′ 16″ N, 2° 50′ 25″ E / 43.25443°N,2.84021°E   | PA00102915 | Canal del Migdia: aqüeducte del Répudre · Vegeu més fotos d'aquest monument · Carregueu una nova foto d'aquest monument             |
| Capella de Gléon                                    | Inv.    |                  | Vilaseca de las Corbièras                                                     | 43° 02′ 22″ N, 2° 51′ 31″ E / 43.0395°N,2.8587°E     | PA00102927 | Capella de Gléon · Vegeu més fotos d'aquest monument · Carregueu una nova foto d'aquest monument                                    |
| Església                                            | Inv.    |                  | Vinassan                                                                      | 43° 12′ 10″ N, 3° 04′ 26″ E / 43.2027°N,3.074°E      | PA00102928 | Església · Vegeu més fotos d'aquest monument · Carregueu una nova foto d'aquest monument                                            |